# Tanaro
Tanaro je řeka v severozápadní Itálii (Piemont). Je 276 km dlouhá. Povodí má rozlohu 8000 km².

## Průběh toku
Pramení v Přímořských Alpách. Protéká vysočinou Monferrato a na dolním toku Pádskou rovinou. Je to pravý přítok Pádu

## Vodní režim
Průměrný roční průtok vody na dolním toku činí 116 m³/s.

## Využití
Využívá se k zavlažování. Leží na ní města Asti, Alessandria.